# رفيق نصر الله
رفيق نصر الله هو كاتب وإعلامي وسياسي ولد في الرابع والعشرين من ديسمبر عام 1950م بحولا جنوب لبنان.

## حياته
ولد الإعلامي رفيق نصر الله في قرية حولا، والتحق بالمدارس الداخلية بها، وبعد ذلك انتقل إلى إحدى الجامعات في لبنان حيث التحق بتخصص التاريخ، ثم بعد تخرجه عمل في المركز الدولي للإعلام، بعدها اشتغل مديرا لمكتب الإمارات للإعلام عام 1975م.و عمل في قناة أبو ظبي في بيروت حتى العام 2006م،  ودرس في العديد من الجامعات اللبنانية والعربية في الشؤون الإعلامية والسياسية، كما أشرف على دورات تدريبية إعلامية عديدة بالتعاون مع هيئات دولية. وحصل رفيق على شهادات تقدير عربية ودولية لتغطية أحداث كبرى مثل: اجتياح 1982م، وأحداث لبنان، ومؤتمر مدريد، وحرب الخليج الأولى، ومؤتمر الطائف، ولوزان، وحرب البوسنة و الهرسك، والسودان، وقبرص، ومؤتمرات في لاهاي وأوسلو وروما، والانسحاب الإسرائيلي.. وغيرها من مؤتمرات دولية وعربية وإقليمية وصولاً إلى حرب تموز عام 2006م. كان عضوا سابق في مجلس إدارة تلفزيون لبنان، ومستشار إعلامي سابق في وزارة الخارجية اللبنانية.

## مؤلفاته
- «أيمن ينام باكرا» دار بيسان للنشر والتوزيع، صدر بتاريخ الأول من فبراير عام 2005م، في 192 صفحة.
- «الأمن الإعلامي العربي: إشكالية الدور والهوية» دار رياض الريس للكتب والنشر، صدر بتاريخ الأول من يناير عام 2007م، في 208 صفحة.
- «دور الميديا في إدارة الأزمات والحروب» دار بيسان للنشر والتوزيع، صدر بتاريخ الثاني عشر من يناير عام 2011م، في 160 صفحة.
- «عباءات وخناجر: اشكالية الدين مع العقل الخرافة، السياسة والقبلية» مكتبة بيسان للنشر والتوزيع، صدر بتاريخ الأول من يناير عام 2016م، في 232 صفحة.
- «ميديا الحرب الناعمة فن السطوة على الرأي العام» مكتبة بيسان للنشر والتوزيع، صدر بتاريخ الأول من يوليو عام 2016م، في 219 صفحة.
- «حروب لا تنتهي، الصراع المفتوح من مؤتمر بال إلى برنارد لويس إلى يهودية الدولة، والمقاومات كبديل للجيوش 1948 - 2018 هكذا حارب العرب» مكتبة بيسان للنشر والتوزيع، صدرت بتاريخ واحد يناير عام 2018م، في 591 صحفة.[4]

## جوائزه
- رفيق نصر الله قد حاز على جوائز تقديرية عديدة بينها جائزة التميز في تغطية الاجتياح الإسرائيلي للبنان عام 1982م، حيث انفرد تلفزيون أبوظبي بالتغطية عبر الاقمار الصناعية بين المحطات العربية وكذلك في محطات عديدة.
- حصل على جائزة التميز عن تغطية وقائع الانسحاب الإسرائيلي عام 2000م.
- منح رفيق نصرالله مدير مكتب مؤسسة الإمارات للاعلام في لبنان وسام الاستحقاق اللبناني الفضي ذا السعف وذلك تقديراً لدوره الاعلامي المميز في تعزيز العلاقات الأخوية بين دولة الامارات العربية المتحدة وتغطية الاوضاع اللبنانية على مدى ثلاثين عاماً منذ التحاقه بتلفزيون ابوظبي عام 1976.[5]